# Правий шлуночок
Пра́вий шлу́ночок (лат. ventriculus dexter) — одна з чотирьох камер серця людини та інших ссавців, в якій починається мале коло кровообігу. Венозна кров потрапляє до правого шлуночка з правого передсердя через тристулковий клапан у момент діастоли та закачується до легеневого стовбура через легеневий клапан у момент систоли.

## Будова шлуночка
Правий шлуночок передньої та задньої міжшлуночковими борознами на поверхні серця відгорожений від лівого шлуночка. Зовнішній (правий) край правого шлуночка загострений та носить назву правого краю (лат. margo dexter). Правий шлуночок має форму неправильної тригранної піраміди, основа якої спрямована вверх у бік правого передсердя, вершина — донизу та вліво. Передня стінка правого шлуночка опукла, задня — пласка. Ліва, внутрішня, стінка правого шлуночка є міжшлуночковою перегородкою (septum interventriculare); вона увігнута з боку лівого шлуночка, тобто опукла у сторону правого. На поперечному розрізі на рівні верхівки серця порожнина правого шлуночка являє собою витягнуту щілину, а на краю верхньої та середньої третини — форму трикутника, основою якого є перегородка між шлуночками.
Відповідно до форми має три стінки: передню, задню і внутрішню — міжшлуночкову. У шлуночку виділяють дві частини: власне шлуночок і правий артеріальний конус (conus arteriosus), який розташовується в верхній лівій частині шлуночка і який продовжується в легеневий стовбур.
Внутрішня поверхня шлуночка нерівна внаслідок того що в ньому розташовується велика кількість м'язистих трабекул. Найменше їх на міжшлуночковій стінці.
Зверху шлуночок має два отвори: 1) ззаду й справа — правий передсердно-шлуночковий і 2) зліва й спереду — отвір легеневого стовбура, які закриті клапанами: тристулковим клапаном (valvula tricuspidalis) і клапаном легеневого стовбура (valva trunci pulmonaris), відповідно.